# كأس إيطاليا 1958–59
كأس إيطاليا 1958–59 (بالإيطالية: Coppa Italia 1958-1959)‏ هو الموسم 12 من كأس إيطاليا. أشرف على تنظيمه Lega Nazionale Professionisti ‏، وكان عدد الأندية المشاركة فيه 77، وفاز فيه يوفنتوس.